# Dīmītrīs Mauroeidīs
Dīmītrīs Mauroeidīs (in greco Δημήτρης Μαυροειδής?; Atene, 4 luglio 1985) è un ex cestista e dirigente sportivo greco.

## Carriera
Con la Grecia under 26 ha disputato i Giochi del Mediterraneo di Pescara 2009.

## Palmarès
- Eurolega: 1

Olympiakcos: 2012-13
- Coppa di Grecia: 2

AEK Atene: 2017-18, 2019-20
- Basketball Champions League: 1

AEK Atene: 2017-18